# Audi RS2

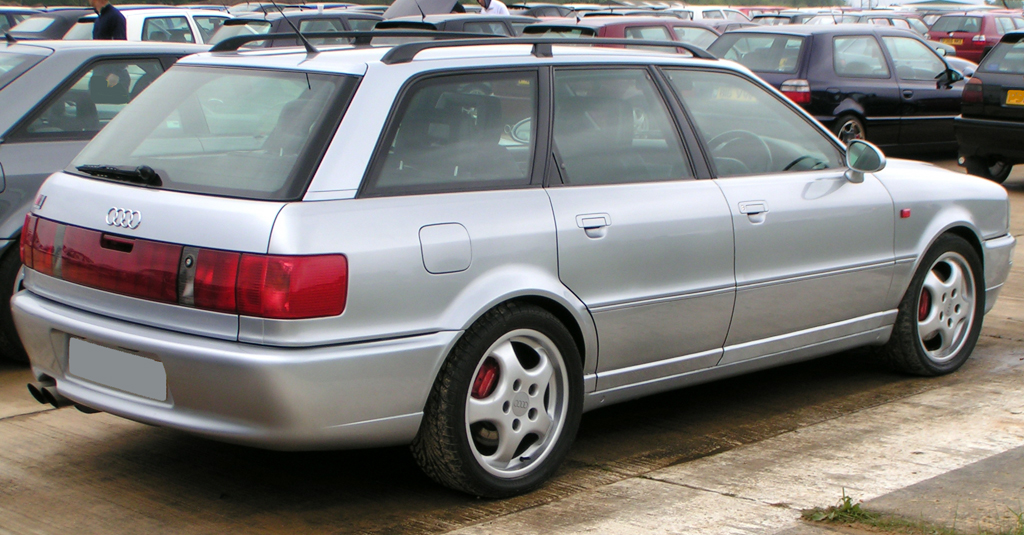
Audi RS2, achterkant

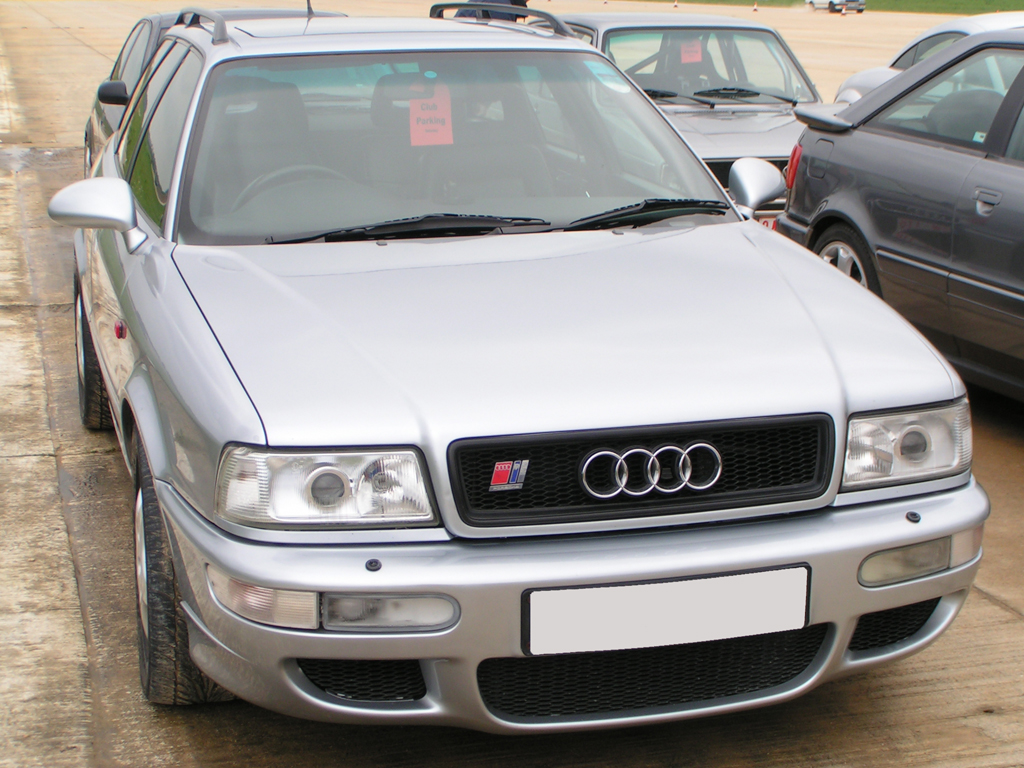
Audi RS2, voorkant

De Audi RS2 is een sportwagen op basis van de Audi 80 Avant ontstaan uit een samenwerking tussen Audi en Porsche. De wagen is geproduceerd van 1994 t/m 1996 en was Audi's eerste "RS-model". De RS2 was uitsluitend als stationwagen leverbaar en er zijn slechts 2891 exemplaren van geproduceerd. Er zijn ook vier exemplaren als RS2 Limousine uitgevoerd, waarvan er één te zien is in het Audi Museum in Ingolstadt.
Bijna alle modellen zijn verkocht binnen Europa op een paar wagens na, die naar Zuid-Afrika zijn geëxporteerd. Twee van de vier sedans zijn speciaal gebouwd voor klanten in de Verenigde Arabische Emiraten.

## Ontwikkeling
In 1990 had Audi al een sportmodel op de markt gebracht op basis van de Audi Coupé (die zijn basis weer deelde met de Audi 80). Dit model kreeg de naam Audi S2 toegewezen en had een 2,2-liter 20-kleps vijfcilinder turbomotor met een vermogen van 220 pk (motorcode 3B). Deze versie was nog op basis van de Audi 80 model B3 maar liep al vooruit op de facelift van model B4. In 1993 steeg het vermogen naar 230 pk (motorcode ABY) door toepassing van één ontstekingsbobine per cilinder en kwam ook de sedan en stationwagen (Avant) versie van de 80 beschikbaar als S2 met dezelfde motor. De nog sportievere RS2 verscheen vervolgens in 1994 als samenwerkingsproject tussen Audi en sportwagenfabrikant, tevens concerngenoot, Porsche.
Audi had in 1993 nog een aantal Audi 80 Avants in voorraad waarvan te veel waren geproduceerd. De 80 Avant verkocht minder goed dan Audi gehoopt had. In dezelfde periode ging het ook slecht bij Porsche met het verkopen van de Porsche 911, zo erg zelfs dat Porsche hieraan failliet dreigde te gaan als er op korte termijn niets veranderde. Dit bracht Audi op het idee om Porsche de opdracht te geven om de allersnelste stationwagen te maken, maar wel één die comfortabel genoeg bleef voor dagelijks gebruik.
Als basis voor de Audi RS2 diende de Audi S2 Avant met dezelfde motor en Audi's quattro vierwielaandrijving. De S2 Avants verlieten de Audi-fabriek in Salzgitter zonder bumpers, stoelen en spiegels en werden zo naar de Porsche-fabriek in Stuttgart gebracht.

### Motor
De RS2 heeft een maximumvermogen van 316 pk en een koppel van 410 Nm. De 2,2-liter DOHC vijfcilinder lijnmotor werd onder handen genomen door Porsche en voorzien van een KKK-turbolader en verbonden met een grotere intercooler. De brandstof-injectoren werden vernieuwd en de nokkenas opnieuw ontworpen samen met een efficiëntere luchtinlaat en een lagere druk-uitlaat. In die lagere druk-uitlaat waren namelijk "metalcat" uitlaatgasreinigers opgenomen die een beduidend betere flow hadden en dus een gunstige uitwerking hadden bij het opspoelen van de KKK turbo. Het uitlaatspruitstuk werd ook gewijzigd waardoor alle 5 cilinders nu uitkwamen op exact 1 dezelfde punt. Tevens werd er een nieuw Bosch motormanagementregelingssysteem toegepast. Het maximumvermogen van 316 pk is beschikbaar vanaf 6.500 tpm en het maximum koppel van 410 Nm vanaf 3.000 tpm.

### Onderstel
De RS2 werd zo'n 3 cm verlaagd ten opzichte van de gewone 80 Avant. Standaard beschikte de wagen al over de quattro vierwielaandrijving met ABS. Door de montage van andere asflenzen veranderde de steekmaat van 5 x 112 naar 5 x 130 en de ET-waarde (Einpresstiefe). De 17 inch velgen, met ET52, en Brembo-remmen zijn afkomstig van de Porsche 964/993 uit de Porsche 911-serie en hebben 245/40ZR17 Dunlop-banden. Door de grotere steekmaat, 5 x 130, van de naven konden geen Audi-velgen, 5 x 112, geplaatst worden.

### Carrosserie
De RS2 is verder te herkennen aan zijn zwart gespoten grille en grotere bumperpartij met een grote koelsleuf onder de grille met een hoog 993 Carrera 4S/Turbo gehalte. Waar aan op de kofferklep van de S2 nog de kentekenplaat tussen de achterlichten was geplaatst, prijkte bij de RS2 een reflektorplaat met dezelfde hoogte als de achterlichten.De gemonteerde "RS2" achterbumper had namelijk een uitsparing gekregen voor de montage van het kenteken. De spiegels zijn eveneens afkomstig van de Porsche 964/993. Verder bevinden zich op de carrosserie verschillende RS2-badges zoals in de grille en op kofferklep.

## Prestaties
Het is niet verwonderlijk dat na deze aanpassingen en de forse vermogenstoename de RS2 in staat was topprestaties neer te zetten. De sprint van 0 naar 100 km/h wordt gedaan in 5,4 seconden en na 22,7 seconden is de 200 km/h bereikt. De topsnelheid is afgeregeld op 262 km/h. Door de vierwielaandrijving heeft de wagen optimale grip bij de acceleratie waardoor hij vanuit stilstand zelfs een McLaren F1 sportwagen uit die tijd even de baas is vanwege tractieproblemen van de McLaren met de achterwielaandrijving. Zelfs moderne prestatiegerichte auto's zijn vaak niet in staat om deze waarden te evenaren door hun hogere gewicht.

## Trivia
Toen de Audi 80 in 1995 opgevolgd werd door de Audi A4 verdwenen ook de S2- en RS2-modellen. In plaats daarvan maakte Audi sportieve modellen op basis van de A4. In 1997 verscheen het eerste sportieve model met de naam Audi S4. In 1999 volgde de sportiefste variant met de naam Audi RS4, in principe de geestelijke opvolger van de RS2.
Omdat de RS2 in een beperkte oplage is geproduceerd en gezien wordt als de 'UR' (oer) AUDI RS is een goed en origineel exemplaar lastig te vinden en erg kostbaar. De RS2 in Nogaroblauw wordt door kenners gezien als de meest iconische en herkenbare uitvoering.